# Friedrich Gustav Hagemann
Friedrich Gustav Hagemann (* 1760 in Oranienburg; † um 1830 Breslau) war ein deutscher Schauspieler und Dramaturg.

## Leben
Über Hagemanns Leben ist nur wenig bekannt. Hagemann genoss offensichtlich eine gute Schulbildung, ging dann studieren, schloss das Studium allerdings nicht ab, wandte sich stattdessen seiner bereits im Studium praktizierten Leidenschaft zu, nämlich dem Schauspiel und der Bühne. 1785 erscheint der Name Hagemanns im Gothaischen Theaterkalender zum ersten Mal. Hagemann ist darin für Hamburg verzeichnet und wird als glücklicher Anfänger bezeichnet. Er hatte bereits aber mit Der Rekrut 1783 in Hamburg ein Schauspiel herausgebracht. Er war weiter unter anderem in Hannover, Stralsund, Bremen, Altona sowie schließlich in Breslau tätig. Dort verstarb er nach 1829, jedoch vor 1835.
Von ihm sind eine Reihe Schauspiele erhalten, die mitunter bis Wien Verbreitung fanden.

## Werke (Auswahl)
- Der Rekrut: Ein deutsches Schauspiel mit Gesang, in fünf Aufzügen, Hamburg 1783.
- Die Luftkugel: Ein Beytrag zur Bibliothek theatralischer Schnurren. Aus einer Geschichte unsers ärostatischen Jahrhunderts gezogen. Altona 1784.
- Kleinere Stücke für die Teutsche Bühne bearbeitet von Friedr. Gustav Hagemann. Lübeck: Iverses Buchhandlung 1784. (Digitalisat)  enthält: Der Patriot, ein Drama in einem Aufzuge; Prosit das neue Jahr, ein Lustspiel in einem Aufzuge; Die unrechtmässige Vermählung, ein Drama mit musikalischer Begleitung (eine Bearbeitung von Voltaires Zadig ou la destinée); Magister Tufelius, ein Lustspiel in einem Aufzuge; Der Kranich, ein Lustspiel in einem Aufzuge; Das neuere Germanien, eine Vorstellung für die Bühne.

- Leichtsinn und Gutes Herz. Ein Lustspiel in Einem Aufzuge, Wien 1792 (UA 1790). (Digitalisat)
- So opfern große Herzen! Eine ländliche Szene mit Chören in einem Aufzuge, Hannover 1791. (Digitalisat)
- Otto der Schütz, Prinz von Hessen: Ein vaterländisches Schauspiel in vier Aufzügen, Cassel 1791 und Hannover 1792.
- Der Fürst und sein Kammerdiener, Schwerin und Wismar, 1792.
- Die glückliche Werbung, oder: Liebe zum König, Volkslustspiel in einem Aufzuge, Hannover 1793.
- Ludwig der Springer: Schauspiel in fünf Aufzügen, Hannover 1793. (Digitalisat)
- Der Maytag: Ein ländliches Gemählde in vier Aufzügen. Für das k. k. Hoftheater, Wien 1793.
- Die Eroberung von Valenciennes, Schauspiel in einem Akt, 1794
- Der Fremdling. Ein Lustspiel in vier Aufzügen, Hannover 1793. (Digitalisat)
- Die Martinsgänse. Ein Nachspiel, Eisenach 1798. (Digitalisat)
- Seliko und Berißa, oder die Liebe unter den Negern. Schauspiel in vier Aufzügen, Grätz 1799 (Digitalisat)
- Weihnachtabend oder Edelmann und Bürger: Schauspiel in fünf Aufzügen, Grätz 1799.
- Großmuth und Dankbarkeit. Schauspiel in einem Aufzuge, Eisenach 1810. (Digitalisat)
- Der Orgelpeter. Original-Lustspiel mit Gesang in einem Aufzuge, Eisenach 1810. (Digitalisat)
- Die Pantoffelpromenade am Neujahrstage. Posse in zwey Aufzügen, Eisenach 1810. (Digitalisat)
- Vetter Paul, oder: Die Rache des Deutschen. Ein Originalschauspiel in einem Aufzuge, Eisenach 1810.